# Modèle IpOp
Le modèle IpOp est une approche de gestion stratégique pour l'analyse d'avant-projet adaptée à la gestion de l'innovation et à l'intrapreneuriat d’entreprise,. En plus de guider les innovateurs dans la façon d'analyser une opportunité, il explique comment rédiger un dossier d’opportunité ou un plan d'affaires pour permettre aux décideurs, tels que les investisseurs ou la direction, d'évaluer les mérites et la faisabilité de l’opportunité.

## Histoire
Le modèle IpOp a été initialement développé par Raphael H. Cohen,,,, academic fellow et directeur académique pendant 20 ans du programme Entrepreneurial Leadership à l'Université de Genève,, pour aider les entreprises dans leur gestion de l'innovation. Il a été présenté pour la première fois en 2006 dans Concevoir et lancer un projet, un livre français qui a ensuite été traduit en anglais et en espagnol. IpOp signifie "Innover par les Opportunités" ou comment innover en saisissant des opportunités. La dernière version du livre a été publiée en 2016 et contient une version améliorée du modèle IpOp,. En 2011, la version 2006 du modèle a été présentée en anglais dans le livre de Cohen Winning Opportunities, proven tools for converting your projects into success (without a business plan),,.

## Aperçu

### Description
Le modèle IpOp est un outil d'aide à la décision. Il fournit un cadre pour évaluer les avantages et la faisabilité des projets au stade de l'avant-projet. Il part du principe qu'une analyse plus rigoureuse au stade de l'avant-projet permet de mieux allouer les ressources du fait qu'un calibrage approprié des projets à un stade précoce évitera de gaspiller des ressources sur des projets qui ne devraient pas être lancés ou qui nécessiteront plus de temps ou de ressources que prévu. Le modèle IpOp utilise un arbre de décision générique pour aider les décideurs à mieux allouer leurs ressources,.
Pour réaliser ce calibrage précoce, le modèle IpOp met en évidence la nécessité de cataloguer le plus d'inconnues possible le plus tôt possible. Cette première étape est appelée « avant-projet ». Elle se concentre sur la définition des inconnues qui peuvent être identifiées de manière réaliste. L'identification des inconnues conduit à une estimation plus précise des ressources nécessaires pour réduire les principales inconnues. Le modèle IpOp a été conçu pour guider l’analyse des porteurs de projets afin d’identifier un maximum d’inconnues et d’obtenir des réponses pertinentes aux préoccupations des décideurs. Il montre également les interactions complexes entre tous les paramètres qui doivent être pris en compte dans un projet,,.
En phrase avec la logique de l'arbre décision IpOp pour les décideurs, Raphael H. Cohen propose de remplacer le plan d'affaires par une approche en deux temps :
- Un dossier d'opportunité répondant aux principales questions des décideurs, sans préciser les détails opérationnels. Comme il aborde le « quoi », le « pourquoi », le « combien » et le « quand » avec des informations de haut niveau mais pas le « comment », il permet aux décideurs de savoir si le projet mérite leur attention et s'ils devaient envisager sa mise en œuvre[5],[19].
- Un plan d'action qui complète le dossier d'opportunité et qui explique comment le projet sera mis en œuvre. Ce « comment » qui n'est pertinent que si le décideur est intéressé à concrétiser le projet, ne répète pas la justification énoncée dans le dossier d’opportunité.

### Arbre de décision
Selon Moses, les décideurs utilisent en moyenne six critères différents pour évaluer les projets, avec un minimum de 3 et un maximum de 9 paramètres. L'arbre de décision du modèle IpOp se compose de 11 questions où la colonne de gauche mentionne où la réponse à chaque question/critère de décision peut être trouvée dans le modèle IpOp. En revanche, la colonne de droite indique ce que les décideurs doivent faire si la réponse est négative. Toute organisation peut utiliser cet arbre de décision comme point de départ et l'adapter à chaque situation et à son secteur d'activité. Des questions plus spécifiques peuvent être ajoutées pour vérifier l'adéquation stratégique. L'auteur affirme que l'utilisation de l'arbre de décision du modèle IpOp ajoute de la rigueur à la gouvernance de la gestion de projet, en particulier dans la phase d’avant-projet.

### Importance des inconnues
Une caractéristique centrale du modèle IpOp est la nécessité d'identifier les « inconnues » , car chaque projet a des inconnues qui expriment un manque de connaissances ou de compréhension qui peut affecter négativement le succès du projet. Par exemple, ignorer la taille du marché ciblé représente une inconnue critique. Le prix que les clients seraient prêts à payer est une autre inconnue. En plus des inconnues liées au marché, il peut y en avoir liées à la technologie, aux processus, aux parties prenantes, à la propriété intellectuelle, aux réglementations, etc. Pour éviter l'ignorance résultant du manque d'information exprimé par les inconnues, des actions tactiques ou des initiatives peuvent permettre d’obtenir les informations manquantes. Par exemple, un doute sur la faisabilité technique peut être levé en construisant un prototype (action tactique). Un autre doute sur l'acceptabilité du produit ou du prix par les clients peut aussi être réduit à l'aide d'une étude de marché (action tactique).
Le modèle IpOp permet d'identifier et de cartographier autant d'inconnues que possible avant que des ressources importantes (y compris du temps) ne soient consommées. Comme chaque action tactique visant à réduire des inconnues est consommatrice de ressources (temps, argent, etc.), ce n'est qu'une fois les principales inconnues répertoriées qu'il est possible d'évaluer l'effort nécessaire pour obtenir les informations manquantes ainsi que la séquence d’actions tactiques la plus efficace. L'auteur affirme que ce processus permet un calibrage plus réaliste du projet.
Une telle méthode fournit aux décideurs une vision claire des ressources nécessaires pour d'abord obtenir les informations manquantes avant de décider de lancer le projet. Cela signifie une meilleure évaluation du temps, de l'argent et des compétences nécessaires pour atteindre le résultat souhaité. Avec une meilleure compréhension de l'effort requis, les décideurs peuvent rejeter les initiatives qui ne valent pas la peine et allouer les ressources plus efficacement. Cette sélection améliorée augmente le taux de réussite des projets livrés dans les délais et dans le budget. Ce processus de sélection rigoureux devrait également limiter le nombre de projets lancés mais jamais achevés.

### Le dossier de l'opportunité
Le modèle IpOp encourage l'utilisation d'un dossier d’opportunité, un document qui aborde toutes les questions clés qui intéressent les décideurs sans plan d'action ou de mise en œuvre. L'auteur part du principe que les décideurs ne s’intéressent pas aux aspects opérationnels d'un projet tant qu'ils ne sont pas convaincus de l’intérêt du projet,. Cela implique que les inonder de détails de mise en œuvre est improductif tant qu’ils ne sont pas acquis au projet,. Cela a conduit Raphael H. Cohen à utiliser une approche en deux étapes comme alternative au business plan traditionnel :
1. D'abord, un dossier d’opportunité pour les décideurs, avec tout ce qui est pertinent pour eux, sauf le plan d'action. Cohen estime que ce document ne devrait pas dépasser 10 pages. Il permet aux décideurs de donner un premier accord de principe sur l'opportunité,.
2. Ensuite, un plan d'action qui décrit la mise en œuvre du projet. Ce plan, qui complète le dossier d’opportunité, ne sera lu que par les décideurs qui ont trouvé le dossier d’opportunité convaincant. Ils utiliseront le plan d'action pour évaluer comment l'opportunité sera mise en œuvre pour fournir le résultat promis indiqué dans le dossier d'opportunité (la définition du succès).
Selon Cohen, cette approche présente de multiples avantages par rapport à un plan d'affaires : comme le dossier d’opportunité se concentre sur les principales préoccupations des décideurs sans détails de mise en œuvre, il est beaucoup plus court (5 à 10 pages) que le plan d'affaires (30 à 50 pages,). Par conséquent, l'analyse IpOp doit être effectuée avant d'élaborer un dossier d’opportunité ou un plan d'affaires,. Un autre avantage est que puisque le modèle IpOp aide à identifier les inconnues, il fournit une évaluation plus réaliste des défis et des efforts pour les réduire.

### Les quatre revues IpOp
Le modèle IpOp utilise une approche séquentielle et itérative dans laquelle chaque étape est appelée « revue IpOp » car elle devra très probablement être réexaminée plusieurs fois,.
Le processus itératif explique pourquoi il est question de revues plutôt que d’étapes, qui sont perçues comme définitives lorsqu'elles sont terminées. Les quatre revues IpOp ont été conçues pour éliminer rapidement les projets qui ne méritent pas de consommer des ressources. L'arbre de décision IpOp intègre les quatre revues IpOp,.
L'approche séquentielle du modèle IpOp se différencie du modèle phase-gate ou stage-gate car ce dernier a été conçu pour allouer des ressources par étapes. Tant qu'une « phase » n'a pas été validée, il n'est pas possible de demander des ressources supplémentaires pour la phase suivante. Pour éviter le gaspillage de ressources, le modèle IpOp peut être utilisé avant le processus de stage-gate pour calibrer le projet à un stade très précoce. Comme il identifie très tôt toutes les inconnues critiques, il aide à sélectionner la séquence la plus rentable pour obtenir les informations manquantes au lieu de toujours utiliser la même séquence standard de l'approche phase-gate,,.
Comme le modèle IpOp doit être utilisé avant que les ressources ne soient allouées, les quatre revues IpOp peuvent être analysées sans consommer de ressources importantes,. Les quatre revues IpOp ne consomment que le temps des personnes effectuant l'analyse au stade de l'avant-projet. Une consommation significative de ressources (temps et argent) ne commence que lorsque des actions tactiques sont lancées pour réduire les inconnues.
Les questions posées dans chaque revue IpOp sont formulées de manière à permettre une élimination rapide des projets pour lesquels la réponse est négative. Les décideurs rigoureux exigent une réponse positive à chaque critère de décision. La responsabilité des porteurs de projet est d'itérer et d'amender leur projet pour transformer chaque « non » en « oui » à chaque question avant de soumettre leur projet aux investisseurs/décideurs.

## Utilisation
Le modèle IpOp a été enseigné dans des séminaires de formation exécutives, des business schools et des programmes MBA ciblant les intrapreneurs, et entrepreneurs,,. Il a fait ses preuves sur le terrain avec plus de 250 projets intrapreneuriaux et adopté par des entreprises multinationales telles qu'Airbus, Nestlé, Bühler, Sanofi-Aventis, Microsoft, Deutsche Telekom, Orange,, Oracle, ST Microelectronics, La Poste, Serono, Capgemini, Ernst & Young. Il est utilisé dans des banques comme la Banque Cantonale de Genève, la Banque Cantonale Vaudoise, des administrations publiques et des organisations à but non lucratif comme le Palo Alto Research Center, EPFL (École polytechnique fédérale de Lausanne), des hôpitaux, des startups et des incubateurs,.